# Наталия Юрченко
Наталия Владимировна Юрченко (на руски: Ната́лья Влади́мировна Ю́рченко), фамилия по съпруг Склярова, е руска състезателка по спортна гимнастика.
Родена е на 26 януари 1965 година в Норилск. От ранна възраст тренира в Ростов на Дон.
През 1978 година вече участва в международни състезания. Печели златни медали на световните първенства в Будапеща през 1983 година и Монреал през 1985 година. Привлича внимание с иновативната си техника, като на нейно име е наречен изпълнен от нея за пръв път вид прескок.
Прекратява състезателната си кариера през 1986 година. От 1999 година живее в Съединените американски щати, където работи като треньорка.